# Municipio de Eureka (condado de Adair)
El municipio de Eureka (en inglés: Eureka Township) es un municipio ubicado en el condado de Adair en el estado estadounidense de Iowa. En el año 2000 el municipio tenía una población de 123 habitantes y una densidad poblacional de 1,3 personas por km².

## Geografía
El municipio de Eureka se encuentra ubicado en las coordenadas 41°22′29″N 94°38′38″O / 41.37472, -94.64389..